# Dwars door de Antwerpse Kempen
Dwars door de Antwerpse Kempen (dt. Quer durch die Antwerpener Kempen) war ein belgisches Straßenradrennen.
Das Eintagesrennen wurde erstmals im August 2010 in der Provinz Antwerpen ausgetragen und zählte in der Kategorie 1.2 zur UCI Europe Tour. Sieger der ersten Austragung wurde der Litauer Aidis Kruopis, ein Jahr später war mit Tom Devriendt erstmals ein Belgier erfolgreich. Es fanden nur zwei Austragungen dieser Veranstaltung statt.

## Siegerliste
- 2011  Tom Devriendt
- 2010  Aidis Kruopis